# Obeah
Obeah (uneori ortografiat Obi, Obeya sau Obia) este un sistem spiritual healing and justice-making de practici de vindecare spirituală și de justiție care a apărut printre sclavii din Africa de Vest din Indiile de Vest. Obeah este greu de definit, deoarece nu este un singur set unificat de practici; din punct de vedere istoric, cuvântul „Obeah” nu a fost adesea folosit pentru a descrie practicile proprii.